# Orrido della Val Taleggio
L'Orrido della Val Taleggio, chiamato anche Orrido dei Serrati o anche Orrido di San Giovanni Bianco, è una gola lunga circa 3 km scavata dal torrente Enna nel suo tratto finale, ed è situato nella bassa Val Taleggio, tra i monti Cancervo e Sornadello. Ha inizio in frazione Roncaglia Entro di San Giovanni Bianco, e termine a Sottochiesa, sede comunale di Taleggio, in Val Taleggio.
Nonostante il susseguirsi di curve che seguono il corso dell'Enna e di ponticelli che lo scavalcano, l'orrido è percorribile pressoché con ogni veicolo grazie alla strada tracciata tra il 1902 e il 1910 prima dalla Società Gas ed Elettricità di Lecco e poi dalla Società Orobia (che poi divenne Enel). Il percorso ora è divenuto strada provinciale 25, che da San Giovanni Bianco porta fino al confine con la provincia di Lecco. Tuttavia, la relativa giovinezza geologica delle pareti, in dolomia, rendono il tratto sensibile a fenomeni franosi. Interventi in questo senso stanno avendo luogo: il 27 maggio 2005 è stata inaugurata la prima di una serie di gallerie in progetto, necessarie a rendere più sicuro l'attraversamento dell'orrido.
Di forte suggestività è l'attraversamento dell'orrido a piedi: numerose sono le cascate di varia entità che in inverno diventano pareti di ghiaccio ambite dagli amanti di questa scalata. Il particolare microclima della zona, dove raramente arrivano i raggi del sole, rende l'orrido particolarmente interessante sotto l'aspetto naturalistico.
Lungo la strada è possibile vedere alcune piccole centrali elettriche. Infatti da qui parte la linea elettrica di emergenza che alimenta in casi particolari sia la Val Brembana che la Valsassina.